# جام ای‌تی‌تی‌یو

لوگوی جام ETTU.

جام ETTU دومین تورنمنت مهم قاره‌ای برای باشگاه‌های تنیس روی میز اروپایی پس از لیگ قهرمانان اروپا است. اتحادیه تنیس روی میز اروپا (ETTU) این جام را از فصل ۱۹۶۴–۶۵ برای تیم‌های مردان و همچنین یک سال بعد برای تیم‌های زنان سازماندهی کرده است.

## نام
این مسابقات در فصل ۱۹۶۴/۶۵ برای اولین بار برای مردان و یک سال بعد برای زنان برگزار شد. در آن زمان این تورنمنت جام شهرهای نمایشگاهی اروپا نام داشت. در سال ۱۹۸۴، این جام به نام جام ETTU نانسی ایوانز به نام همسر رئیس وقت ITTF، روی ایوانز، تغییر نام داد. در سال ۲۰۰۵، جام به نام فعلی، "جام ETTU"، تغییر نام داد در حالی که "جام نانسی ایوانز" به نام جایزه تغییر نام داد و به برنده اهدا می‌شود.
جایزه برنده توسط هانس فریدر بایش و کلاوس اسب اهدا شده است.

## راهیابی
برندگان جام ETTU در فصل قبلی به‌طور خودکار واجد شرایط می‌شوند. علاوه بر این، هر انجمن عضو ETTU می‌تواند تا ۶ باشگاه را برای شرکت در این مسابقات نامزد کند. این شش باشگاه باید در طول همان فصل در لیگ ملی برتر شرکت کنند و نباید در همان فصل در لیگ قهرمانان اروپا شرکت کنند.

## فرمت
مسابقات در سه مرحله انجام می‌شود:
- مرحله اول: مسابقات گروهی دوره‌گرد،
- مرحله دوم: مسابقات گروهی دوره‌گرد، و
- مرحله سوم: سیستم حذف مستقیم.

قهرمانان و نایب قهرمانان فصل قبلی، به همراه شش تیم باقی‌مانده قوی‌تر که توسط کمیته رتبه‌بندی رتبه‌بندی شده‌اند، به‌طور خودکار به مرحله آخر ۱۶ تیم واجد شرایط می‌شوند. اگر قهرمانان یا نایب قهرمانان وارد مسابقات نشوند، قوی‌ترین تیم باقی‌مانده جایشان را می‌گیرد. هشت تیم برتر دیگر بر اساس لیست رتبه‌بندی به‌طور مستقیم وارد دور دوم می‌شوند.
در دور اول، مسابقات به صورت گروه‌های سه، چهار یا پنج تیمی انجام می‌شود و تیم‌هایی که در جایگاه‌های اول و دوم هر گروه قرار می‌گیرند به دور دوم راه پیدا می‌کنند. در دور دوم، مسابقات در گروه‌های چهارتیمی برگزار می‌شود. تیم‌هایی که در هر گروه در جایگاه اول قرار می‌گیرند به دور آخر ۱۶ تیمی راه پیدا می‌کنند. از این دور به بعد، سیستم حذف مستقیم با هشت تیمی که به‌طور مستقیم به این دور کشیده شده‌اند، استفاده می‌شود.
نیمه‌نهایی و فینال در دو بازی رفت و برگشت برگزار می‌شوند. اگر هر تیم یک بازی را برده باشد، برنده تیمی است که امتیاز مجموع بهتری در ابتدا در مسابقات فردی، سپس در بازی‌ها و سرانجام در امتیازها داشته باشد. اگر هنوز مساوی باشند، برنده با قرعه‌کشی تعیین می‌شود.

## ترکیب تیم‌ها
هر تیم باید حداقل شش بازیکن را برای مسابقات نام ببرد. در لیست تنها دو بازیکن خارجی مجاز هستند و برای هر مسابقه خاص، فقط یک بازیکن خارجی مجاز به شرکت است.